# Dean Glenesk
Dean William Glenesk (La Mesa, 22 settembre 1957) è un ex pentatleta statunitense.

## Palmarès
In carriera ha conseguito i seguenti risultati:
- Giochi olimpici:

Los Angeles 1984: argento nel pentathlon moderno a squadre.